# Integral de volume
Em matemática — em particular, em cálculo em multivariaveis — o termo integral de volume refere-se a uma integral tripla de uma função.
Para calcular a integral tripla de uma função {\displaystyle f(x,y,z,)} de um sólido finito {\displaystyle G} divide-se um sólido em pequenos cubos ou caixas imaginárias de volume {\displaystyle \Delta V_{k}}
Faz-se então a Soma Riemann:
{\displaystyle \sum _{k=0}^{n}f(x_{k},y_{k},z_{k})\Delta V_{k}}
Repetindo o processo várias vezes de modo que n tenda para +{\displaystyle \infty } e a altura, largura e comprimento das caixas imaginárias tendam para zero:
{\displaystyle \iiint \limits _{G}{f(x,y,z)\,dV}=\lim _{n\to \infty }\sum _{k=0}^{n}{f(x_{k},y_{k},z_{k})\Delta V_{k}}}
Ou seja, para um sólido genérico, temos que o volume de uma região {\displaystyle G} é:
{\displaystyle V(G)=\iiint \limits _{G}dV=\iiint \limits _{G}dz\,dy\,dx}
Mesmo assim, é possível calcular o volume de alguns sólidos usando apenas integrais duplas.